# Åke Lagergren
Åke Bertil Lagergren, född 18 november 1929 i Västra Vingåker i Södermanlands län, död 7 juli 1999 på Lidingö, var en svensk skådespelare och teaterchef. 

## Biografi
Lagergren studerade vid Gösta Terserus teaterskola och tog även privatlektioner för Ivar Kåge. Hans första engagemang var vid Bengt Lagerkvists Teatern i Gamla stan, sedermera Munkbroteatern, 1952–1957 och blev dess chef från 1953. Han filmdebuterade 1952 i Arne Mattssons För min heta ungdoms skull och medverkade i ett stort antal filmer och TV-produktioner, också i det populära nöjesprogrammet Partaj. Han engagerades senare för en längre period vid Dramaten mellan 1959 och 1988 med avbrott för åren 1972–1975 då han var chef för Norrbottensteatern, och han medverkade inte minst i ett stort antal produktioner av Ingmar Bergman och Alf Sjöberg. 
Han blev även känd för sina många dubbningsroller, kanske mest som Cogsworth i den svenska versionen av Skönheten och Odjuret från 1991.
Han var från 1957 till sin död gift med skådespelerskan Emelie Lagergren, född Gemzell.

## Filmografi i urval
- 1952 – För min heta ungdoms skull
- 1955 – Våld
- 1962 – En nolla för mycket
- 1962 – Chans
- 1963 – Ett drömspel (TV-teater, regi Ingmar Bergman)
- 1966 – Ön
- 1973 – Elsa får piano
- 1975 – Tjocka släkten (TV-serie)
- 1976 – Långt borta och nära
- 1977 – Måndagarna med Fanny
- 1978 – Bomsalva
- 1978 – Harry H. (TV-serie)
- 1980 – Törnrosa
- 1980 – Mannen som blev miljonär
- 1981 – Höjdhoppar'n
- 1981 – Kallocain (TV-serie)
- 1981 – Pelle Svanslös (röst)
- 1981 – Skärp dig, älskling! (TV-serie)
- 1982 – En flicka på halsen
- 1982 – Polisen som vägrade svara (TV-serie)
- 1983 – Raskenstam
- 1983 – Fanny och Alexander
- 1983 – Iors födelsedag (röst)
- 1985 – Korset (TV-serie)
- 1985 – Lösa förbindelser (TV-serie)
- 1985 – Pelle Svanslös i Amerikatt (röst)
- 1986 – Kunglig toilette (TV-film)
- 1986 – Prästkappan (TV-serie)
- 1986 – Studierektorns sista strid (TV-serie)
- 1988 – Oliver och gänget (röst)
- 1988 – Kråsnålen (TV-serie)
- 1990 – Kaninmannen
- 1990 – Kära farmor (TV-serie)
- 1991 – "Harry Lund" lägger näsan i blöt!
- 1991 – Skönheten och Odjuret (röst)
- 1992 – Hassel – Svarta banken (TV-film)
- 1992 – Den goda viljan (TV-serie)
- 1992 – Kusiner i kubik (TV-serie)
- 1993 – Pariserhjulet
- 1993 – Nästa man till rakning (TV-serie)
- 1994 – Zorn
- 1995 – Petri tårar
- 1998 – Pip-Larssons (TV-serie)

## Teater

### Roller
| År   | Roll                                   | Produktion                                                               | Regi                            | Teater                           |
| ---- | -------------------------------------- | ------------------------------------------------------------------------ | ------------------------------- | -------------------------------- |
| 1952 | Valerio                                | Leonce och Lena Georg Büchner                                            | Bengt Lagerkvist                | Teatern i Gamla stan             |
| 1953 | Jacob Johan Anckarström Richard Furumo | Drottningens juvelsmycke Carl Jonas Love Almqvist                        | Bengt Lagerkvist                | Teatern i Gamla stan             |
| 1953 | Doktorn                                | Woyzeck Georg Büchner                                                    | Bengt Lagerkvist                | Teatern i Gamla stan             |
| 1953 | Siward Portvakten                      | Macbeth William Shakespeare                                              | Arne Forsberg                   | Teatern i Gamla stan             |
| 1955 | Don Quijote                            | Don Quijote – Riddaren av den sorgliga skepnaden Wulf Leisner            | Lars-Erik Liedholm              | Teatern i Gamla stan             |
| 1957 | Anders Persson på Rankhyttan           | Gustav Vasa August Strindberg                                            | John Zacharias                  | Norrköping-Linköping stadsteater |
| 1957 | Domaren                                | Kritträdgården Enid Bagnold                                              | Ingrid Luterkort                | Norrköping-Linköping stadsteater |
| 1957 | Honoré Fétain                          | Simones drömmar Bertolt Brecht och Hanns Eisler                          | Kurt-Olof Sundström             | Norrköping-Linköping stadsteater |
| 1957 | Dirigenten                             | Lysistrate Aristofanes                                                   | Olof Thunberg                   | Norrköping-Linköping stadsteater |
| 1958 | Don Quijote                            | Don Quijote – Riddaren av den sorgliga skepnaden Wulf Leisner            | Lars-Erik Liedholm              | Norrköping-Linköping stadsteater |
| 1958 | Onkel Gustav                           | Oh, mein Papa! Erik Charell, Jürg Amstein och Paul Burkhard              | Albert Gaubier John Zacharias   | Norrköping-Linköping stadsteater |
| 1958 | Max                                    | Efter levande modell Michel Arnaud                                       | Lars-Erik Liedholm              | Norrköping-Linköping stadsteater |
| 1958 | Biskopen av Carlisle                   | Richard II William Shakespeare                                           | Olof Widgren John Zacharias     | Norrköping-Linköping stadsteater |
| 1959 | Gilbert Grass                          | Den stora drömmen Robert Bolt                                            | Lars-Erik Liedholm              | Norrköping-Linköping stadsteater |
| 1959 | Poeten                                 | Tyst i huset, eller Trasslet som blev värre Per Edström                  | Per Edström                     | Dramaten                         |
| 1961 | Domaren                                | Herr Paddas bravader (Toad of Toad Hall) Kenneth Grahame                 | Jan Hemmel                      | Stockholms skolbarnsteater       |
| 1961 | Edouard Lablache                       | Tokan (L'Idiote) Marcel Achard                                           | Tom Dan-Bergman                 | Lilla Teatern                    |
| 1961 | Gammal aktör                           | Fantasticks (The Fantasticks) Tom Jones och Harvey Schmidt               | Jackie Söderman Tom Dan-Bergman | Lilla Teatern                    |
| 1962 | Fadern                                 | Party: Picknick på slagfältet (Pique-nique en campagne) Fernando Arrabal | Jackie Söderman                 | Lilla Teatern                    |
| 1962 | Hjälte 3                               | Party: De tre hjältarna (I tre bravi) Dario Fo                           | Jackie Söderman                 | Lilla Teatern                    |
| 1962 | Bokförläggare                          | Party: Drömmar i Omsk Lars Forssell                                      | Jackie Söderman                 | Lilla Teatern                    |
| 1963 | Broder Irenaeus                        | Ställföreträdaren Rolf Hochhuth                                          | Stig Torsslow                   | Dramaten                         |
| 1963 | von Bock                               | Svejk i andra världskriget Bertolt Brecht                                | Alf Sjöberg                     | Dramaten                         |
| 1963 | Ljusskygge Ben                         | Tiggarens opera John Gay                                                 | Per-Axel Branner                | Dramaten                         |
| 1964 | Medverkande                            | Å vilket härligt krig Charles Chilton                                    | Jackie Söderman                 | Dramaten                         |
| 1965 | Francisque                             | Don Juan Molière                                                         | Ingmar Bergman                  | Dramaten                         |
| 1965 | Den enögde                             | Mutter Courage Bertolt Brecht                                            | Alf Sjöberg                     | Dramaten                         |
| 1966 | Medverkande                            | I afton improviserar vi Luigi Pirandello                                 | Mimi Pollak                     | Dramaten                         |
| 1967 | Steve                                  | Flickan i Montreal Lars Forssell                                         | Jackie Söderman                 | Dramaten                         |
| 1969 | Lektor Thut                            | Bröllopsfesten (Hochzeit) Elias Canetti                                  | Donya Feuer                     | Dramaten                         |
| 1971 | Loyal                                  | Tartuffe Molière                                                         | Mimi Pollak                     | Dramaten                         |
| 1974 |                                        | Huvudsaken är att kämpa väl? Lars Molin                                  | Christian Lund                  | Norrbottensteatern               |
| 1977 | Kommunalpolitiker, m                   | Ranstadvalsen Jan Guillou och Gunnar Ohrlander                           | Margaretha Byström              | Dramaten                         |

## Radioteater

### Roller
| År   | Roll                | Produktion                      | Regi            |
| ---- | ------------------- | ------------------------------- | --------------- |
| 1963 | Familjeundersökaren | Trivselmyra story Lars Björkman | Hans Lagerkvist |